# Carles Capdevila i Plandiura
|  | Aquest article tracta sobre el periodista català. Vegeu-ne altres significats a «Carles Capdevila». |

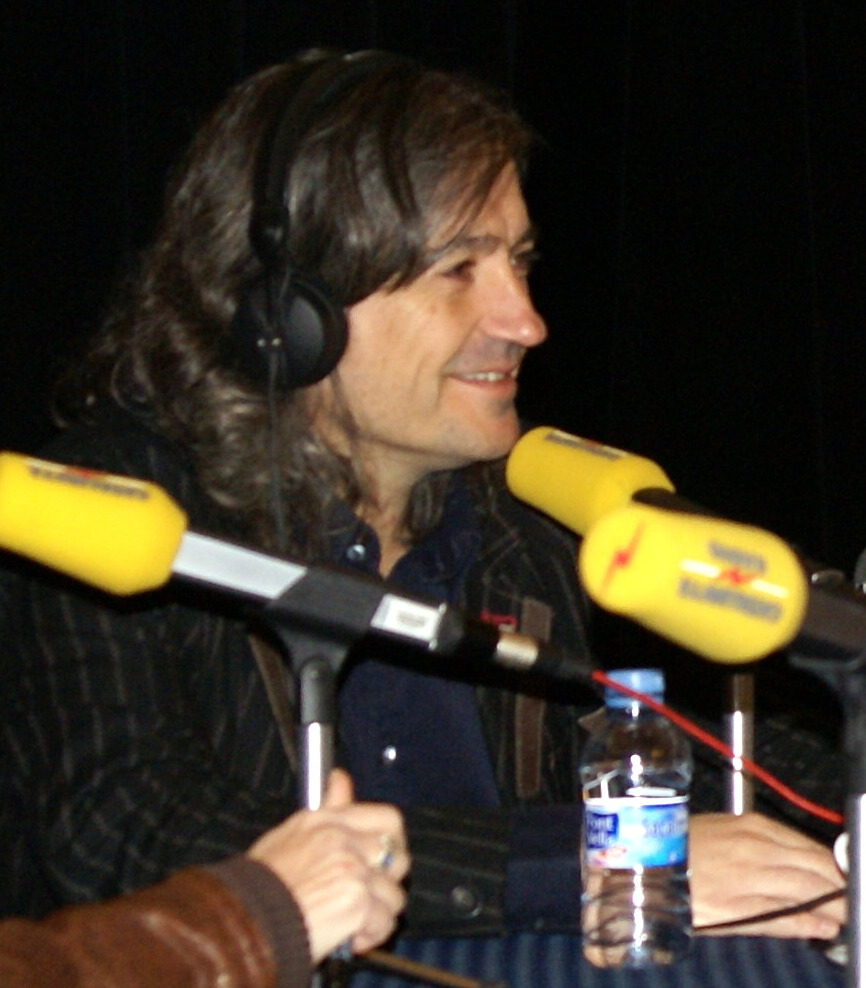
Capdevila vers el 2009 a Catalunya Ràdio.

Carles Capdevila i Plandiura (Els Hostalets de Balenyà, Osona, 13 d'agost de 1965 - Barcelona, 1 de juny de 2017) fou un periodista i guionista català, director del diari Ara durant cinc anys fins al 28 de novembre de 2015 i a partir d'aquesta data director-fundador. Va presentar i dirigir el programa Eduqueu les criatures a Catalunya Ràdio i el programa Qui els va parir a TV3. Va ser subdirector del programa Malalts de tele. Va dirigir la secció Alguna pregunta més, dins d'El matí de Catalunya Ràdio. Va rebre el premi Pere Quart d'humor i sàtira el 1999 pel llibre Criatura i companyia i el 2016 el Premi Nacional de Comunicació. Va morir l'1 de juny de 2017 després d'una llarga lluita contra el càncer que li va fer reorientar les seves prioritats periodístiques per dedicar-les a revaloritzar els professionals que es dediquen a tenir cura de les persones.

## Biografia
De jove va introduir-se a la ràdio amb el programa Guirigall de Ràdio Pista. Llicenciat en filosofia i periodista, va ser redactor de la secció de Societat del diari Avui i, llavors, es va convertir en cap d'aquesta àrea. Del 1992 al 1994 visqué a Nova York com a corresponsal de premsa i d'aquesta estada en sorgí el llibre Nova York a la catalana, que retrata tota mena de vinculacions catalanes amb la ciutat en els darrers cent cinquanta anys.
Amb una llarga trajectòria en premsa, ràdio i televisió, va ser director-fundador del diari Ara, després d'haver-ne estat el director durant cinc anys, des del moment en què sortí per primer cop al carrer el dia 28 de novembre de 2010, coincidint amb les eleccions al Parlament de Catalunya de 2010. Entre d'altres, ha estat articulista d'opinió dels diaris Avui, El Periódico de Catalunya i El 9 Nou (1995-2010), director i conductor del programa Eduqueu les criatures (Catalunya Ràdio), director i presentador del programa Qui els va parir (TV3), i col·laborador als espais El club i Divendres (TV3). Durant l'etapa a Catalunya Ràdio, va ser el creador de la festa del Tió Solidari per al Banc dels Aliments. També va col·laborar amb l'equip del programa de ràdio Minoria absoluta (RAC 1).
Va escriure diversos llibres, com Criatura i companyia (Premi Pere Quart d'humor i sàtira 1999) i, dins del pseudònim col·lectiu Germans Miranda, El Barça o la vida i Tocats d'amor. També va escriure textos per a llibres de Les tres bessones, il·lustrats per Roser Capdevila.
El 23 d'agost de 2015 va anunciar als treballadors del diari que se li havia detectat un càncer colorectal, i el 30 d'agost ho va publicar als lectors. A partir d'aquest moment decideix continuar la seva activitat professional però adaptant-la a la seva nova situació de salut.
El 28 de novembre de 2015, en el cinquè aniversari del naixement de l'Ara, Carles Capdevila va deixar la direcció del diari per passar a ser-ne el director-fundador. El càrrec que deixà vacant fou assumit de manera col·legiada per Antoni Bassas, que havia estat director audiovisual, i per Ignasi Aragay, que era el director adjunt fins aleshores. El mateix any 2015 va rebre el Guardó Marta Mata de l'Associació de Mestres Rosa Sensat i el Premi Ciutat de Barcelona de mitjans de comunicació pel seu esforç constant en la defensa de l'educació des dels mitjans. El novembre de 2016 va rebre el Premi Nacional de Comunicació en la categoria de premsa, pel seu “gran sentit de l'ètica i de la dignitat” al capdavant de l'arrencada i els primers anys del diari Ara.

## Obres
- Nova York a la catalana. Barcelona: La Campana, 1996. Premi del Llibre de la Generalitat de Catalunya 1998. Tercera edició, 1996
- Fotos d'Oriol Molas, textos de Carles Capdevila. El ritme de la ciutat. Vic: Eumo, 1998. Premi del Llibre de la Generalitat de Catalunya 1998
- Germans Miranda: El Barça o la vida. Barcelona: Columna, 1999
- Criatura i companyia. Barcelona: La Campana, 1999. Premi Pere Quart d'humor i sàtira. Vuitena edició, 2007
- Xavier Graset i altres: El món s'acaba. Com superar el 2000. Barcelona: Columna, 1999
- Germans Miranda: Tocats d'amor. Barcelona: Columna, 2000
- Jo vull ser famós. Barcelona: La Campana, 2002
- Il·lustracions de Roser Capdevila, textos de Carles Capdevila. Les tres bessones i el iogurt. Barcelona: Cromosoma, 2002
- Antoni Bassas i altres: Alguna pregunta més? Antologia de 10 anys de disbarats. Barcelona: La Campana, 2004. Reimpressió, 2004
- Entendre el món, 2015
- Educar millor, 2015
- La vida que aprenc, 2017

### Col·lecció Les Tres Bessones a Sant Cugat
Il·lustracions de Roser Capdevila, textos de Carles Capdevila. Editada conjuntament per l'Ajuntament de Sant Cugat del Vallès i Cromosoma
- Les tres bessones van de marxa a Sant Cugat (2002)
- Les tres bessones i els tres escombriaires (2002)
- Les tres bessones i la gossa avorrida (2003)[13]

### Col·lecció Les Tres Bessones: una Mirada al Món
Il·lustracions de Roser Capdevila, textos de Carles Capdevila. Col·lecció coeditada a Barcelona en català i castellà per Cromosoma-Icària-Fundació Intermón
- Les tres bessones fan les paus (2001)
- Les tres bessones i el planeta del formatge (2001, 2002)
- Les tres bessones i l'olimpíada més especial (2003)
- Les tres bessones i les tres erres [(redueix, reutilitza, recicla)] (2001)
- Les tres bessones: la volta al món en tres pantalons (2004)
- Les tres bessones marquen un gol (2002)
- Les tres bessones no baden (2001, 2002)
- Tres bessones, tres gotes d'aigua (2001)

## Premis i reconeixements
- 2015 - Premi i Guardó Marta Mata
- 1999 - Premi Pere Quart d'humor i sàtira, pel llibre Criatura i companyia
- 2016 - Premi Nacional de Comunicació